# Kornelus Baas
Kornelus Baas (Oude Pekela, 28 juli 1893 - Flossenbürg, 22 maart 1943) was een schippersknecht, los arbeider en communistisch raadslid.

## Biografie
Baas was een zoon van de schipper Kornelus Baas en Johanna van der Tuuk. Hij woonde met zijn echtgenote, Maria Orsel, dochter van de arbeider Lucas Orsel en Pieternella Harmanna Bouland uit Tange (gemeente Onstwedde), aan de Veendijkstraat 12 in Oude Pekela. Hij was eerder gehuwd met Jantje Drenth, dochter van de schipper Leendert Drenth en Harmina de Boer uit Scheemda. Baas was van 1935-1939 lid van de gemeenteraad van Oude Pekela voor de CPN.
In het begin van de Tweede Wereldoorlog was hij de leider van de verzetsgroep Noorderlicht in Oude Pekela. Verder was hij verspreider van de illegale bladen Het Noorderlicht en De Waarheid in die omgeving. Op 10 september 1941 werd hij, op aanwijzing van een SS'er, door de Sicherheitsdienst (Duitse Veiligheidspolitie) vergezeld door enkele Duitse soldaten, uit zijn woning gehaald en afgevoerd naar het - later berucht geworden - Scholtenhuis in Groningen.
Op 2 april 1942 werd hij overgebracht naar het concentratiekamp Buchenwald, waarna enkele maanden later, op 29 of 30 oktober van dat jaar, overplaatsing plaatsvond naar het concentratiekamp Dachau. Vervolgens werd hij enkele weken later, tussen 7 en 9 december, overgeplaatst naar het concentratiekamp Flossenbürg. In dat kamp is hij op 22 maart 1943 overleden.
Baas behoorde tot de 55 Groningse leden van de Noorderlichtgroep, die in 1941 werden gearresteerd. Slechts enkelen hebben de concentratiekampen overleefd.

## Kampnummers
- Buchenwald - nr 2892
- Dachau - nr. 37952
- Flossenbürg - nr. 602